# Alexander Madrigal
Alexander Mauricio Madrigal Ureña (Santa María, Dota, 6 de mayo de 1972) es un exfutbolista costarricense, con nacionalidad mexicana. Jugó como defensa y actualmente está retirado.

## Trayectoria
Madrigal se crio en Santa María de Dota y comenzó su carrera en el Cartaginés, donde se mantuvo por cinco temporadas entre 1992 y 1996. Con este equipo perdió la final por el título del torneo 1992-93 contra el Herediano y la final de 1995-96 contra el Alajuelense, Con el Cartaginés obtuvo un título internacional, la Copa de Campeones de la Concacaf 1994, lo que le permitió  a su equipo disputar la final de la  Copa Interamericana 1996 contra el Vélez Sarfield de Argentina, pero resultó derrotado. 
Entre 1996 y 1998 se unió a Alajuelense, club con el cual obtuvo el campeonato nacional 1996-1997. Entre 1998 y 2003 e hizo una breve carrera de 5 años en el fútbol de México, donde jugó con 5 clubes diferentes. 
Madrigal también jugó para el Puntarenas F.C. y el Municipal Pérez Zeledón (subcampeón en el campeonato nacional 2004-2005). El "Machón" terminó su carrera en el club guatemalteco Cobán Imperial, a sus 36 años.

### Selección nacional
Madrigal hizo su debut con Costa Rica en un partido amistoso contra Estados Unidos en mayo de 1995. Participó en un total de 34 encuentros y anotó 2 goles. Representó a su país en 12 partidos de clasificación rumbo a dos Copas Mundiales de la FIFA,  jugó en la Copa de Naciones de UNCAF de 1995 y fue seleccionado para el equipo nacional de fútbol de Costa Rica para la Copa Oro de CONCACAF de 1998. Aunque estuvo en algunos partidos del proceso rumbo a la Copa Mundial de 2002 realizada en Corea y Japón, no fue convocado al torneo final.

## Goles internacionales
| N. | Fecha               | Sede                                             | Rival    | Gol | Resultado | Competición                                          |
| -- | ------------------- | ------------------------------------------------ | -------- | --- | --------- | ---------------------------------------------------- |
| 1. | 10 de junio de 1995 | Estadio Dongdaemun, Seúl, Corea del Sur          | Ecuador  | 1–2 | 1–2       | Copa de Corea de 1995                                |
| 2. | 16 de julio de 2000 | Waterford National Stadium, Bridgetown, Barbados | Barbados | 1–0 | 1–2       | Clasificación para la Copa Mundial de Fútbol de 2002 |

## Clubes
| Club                        | País       | Año         |
| --------------------------- | ---------- | ----------- |
| C.S Cartaginés              | Costa Rica | 1992-1996   |
| Liga Deportiva Alajuelense  | Costa Rica | 1996-1998   |
| Unión de Curtidores         | México     | 1998-1999   |
| Club León                   | México     | 1999        |
| Reboceros de La Piedad      | México     | 2000-2002   |
| Tiburones Rojos de Veracruz | México     | 2002-2003   |
| Dorados de Sinaloa          | México     | 2003 - 2004 |
| Puntarenas F.C              | Costa Rica | 2004-2005   |
| Municipal Pérez Zeledón     | Costa Rica | 2005-2008   |
| C.D Cobán Imperial          | Guatemala  | 2008        |

## Palmarés

### Títulos nacionales
| Título                         | Equipo                   | País       | Año  |
| ------------------------------ | ------------------------ | ---------- | ---- |
| Primera División de Costa Rica | L.D Alajuelense          | Costa Rica | 1997 |
| Ascenso MX                     | Club de Fútbol La Piedad | México     | 2001 |
| Ascenso MX                     | Dorados de Sinaloa       | México     | 2004 |

### Títulos internacionales
| Título                           | Equipo         | Sede                                    | Año  |
| -------------------------------- | -------------- | --------------------------------------- | ---- |
| Copa de Campeones de la Concacaf | C.S Cartaginés | Norteamérica, Centroamérica y el Caribe | 1994 |